# Les Sentiers de la perdition (bande dessinée)
Pour les articles homonymes, voir Les Sentiers de la perdition.
Les Sentiers de la perdition est une série de bande dessinée américaine en noir et blanc, écrite par Max Allan Collins, publiée aux États-Unis par Paradox Press et traduite en France par Delcourt.

## Auteurs
- Scénario : Max Allan Collins
- Dessin : Richard Piers Rayner (tome 1), José Luis García-López et Steve Lieber (tome 2), Terry Beatty (tome 3)

## Synopsis
Michael O’Sullivan est un tueur professionnel respecté au service du syndicat du crime. Après que son fils Michael Jr. a été témoin d’un meurtre, il doit s’enfuir avec lui pour échapper à ses anciens employeurs. L’histoire, se déroulant dans le Midwest pendant la Grande Dépression, est inspirée du manga Lone Wolf and Cub.

## Publication

### Recueils en anglais
1. Road to Perdition (1998)
2. On the Road to Perdition (2004)
3. Return to Perdition (2011)

### Albums en français
1. Les Sentiers de la perdition (2002,  (ISBN 2-84055-975-7))
2. Sur la route (2011,  (ISBN 978-2-7560-2562-9))
3. Retour à Perdition (2012,  (ISBN 978-2-7560-2943-6))

### Éditeurs
- Paradox Press[2] : recueils 1 et 2 en version originale
- Vertigo : recueil 3 en version originale
- Delcourt (collection « Contrebande ») : tome 1 (première édition du tome 1)
- Delcourt (collection « Dark Night ») : tomes 1 à 3 (première édition des tomes 2 et 3)

## Adaptation
Les Sentiers de la perdition est une adaptation cinématographique, réalisée par Sam Mendes, avec Tom Hanks et Paul Newman.